# Barbara Brezigar

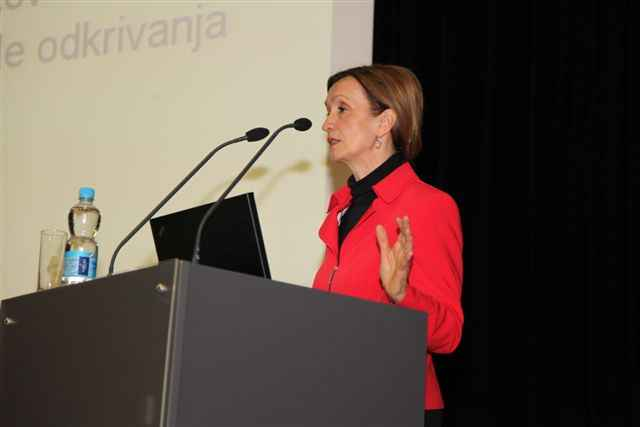
Barbara Brezigar (2011)

Barbara Brezigar, geborene Gregorin (* 1. Dezember 1953 in Ljubljana) ist eine slowenische Juristin und Politikerin. Sie war Generalstaatsanwältin Sloweniens von 2005 bis 2011.

## Leben
Barbara Gregorin besuchte das Gymnasium Bežigrad in Ljubljana und studierte nach der Matura Rechtswissenschaften an der Universität Ljubljana, wo sie 1977 ihr Diplom zum Thema Kraftfahrzeugversicherungen abschloss. Noch während des Studiums heiratete sie 1976 den Bauingenieur Bogoslav Brezigar.
Während ihrer Referendariatszeit in Ljubljana bekam sie einen Sohn und konnte dennoch ihr Referendariat vorzeitig erfolgreich abschließen. Anschließend war sie bei der Staatsanwaltschaft im Gerichtskreis Ljubljana tätig und gebar in dieser Zeit eine Tochter.
1993 übernahm sie bei der Staatsanwaltschaft die Leitung der Abteilung für allgemeine und wirtschaftliche Angelegenheiten (Oddelek za splošne in gospodarske zadeve) und wurde ein Jahr später Stellvertreterin des Leiters der Staatsanwaltschaft im Kreis Ljubljana, Tomaž Miklavčič. 1997 wurde sie Mitglied des Ausschusses des Europarats für Geldwäsche und ein Jahr später Oberstaatsanwältin. 1999 kandidierte sie erfolglos für das Amt der Generalstaatsanwältin.
In der kurzlebigen Regierung unter Andrej Bajuk im Jahre 2000 war Barbara Brezigar Justizministerin. 2002 kandidierte sie bei den Präsidentschaftswahlen in Slowenien als Parteilose mit Unterstützung der Parteien SDS, NSI und SLS+SKD, wobei sie mit 30,8 % der Stimmen im ersten Wahlgang Zweitplatzierte wurde. Im zweiten Wahlgang erreichte sie 43,5 % der Stimmen und unterlag somit ihrem Gegenkandidaten Janez Drnovšek.
Die Regierung unter Janez Janša ernannte sie 2004 zur Generalstaatsanwältin, als welche sie am 20. Mai 2005 vom slowenischen Parlament bestätigt wurde. 2011 wurde Zvonko Fišer ihr Nachfolger.